# Friese Woudenpad
Het Friese Woudenpad (LAW 1-1) loopt van Lauwersoog aan de Waddenzee tot aan Steenwijk in het noordelijke puntje van Overijssel. Daarbij worden ook de Nationale Parken Lauwersmeer, Friese Wouden, Nationaal Park Drents-Friese Wold en De Weerribben aangedaan. In Lauwersoog sluit het pad aan op de Europese wandelroute E9, ter plaatse Nederlands Kustpad (deel3) geheten. In Steenwijk sluit dit pad aan op het Pionierspad en het Overijssels Havezatenpad. Het pad is beschreven in een wandelgids en met de gebruikelijke wit-rode tekens (in beide richtingen) gemarkeerd. Het pad wordt beheerd door Wandelnet.
Met het Pionierspad en het Floris V-pad vormt het Friese Woudenpad het Diagonaalpad. 

## De route
Het pad begint in het open Friese zeekleigebied, dat een heel eigen en unieke schoonheid bezit. Na het historische stadje Dokkum, verandert het landschap zichtbaar. De Dokkumer Walden vormen een uniek ‘slagenlandschap’, dat zich kenmerkt door lintbebouwing met smalle, langgerekte kavels, die zijn afgezet met elzenhagen.
Ten zuiden van Drachten begint het eigenlijke gebied van de Wâlden: zandruggen waartussen riviertjes als het Koningsdiep, de Tjonger en de Linde stromen. Hier wordt het landschap verlevendigd door bos, restanten van vroegere heidevelden en open beekdalen. Op het laatste stukje tot Steenwijk krijgt de wandelaar nog iets mee van het typische esdorpenlandschap van Zuidwest-Drenthe.
Het Friese Woudenpad kent halverwege de hoofdroute de ‘natuurvariant’ Duurswouderheide. Het is een gebied met veel bossen en heide. Ten noorden van Steenwijk is het pad uitgebreid met een aparte ‘Domela-variant’. Deze loopt door een gebied van veenontginningen, waar de socialistische voorman Ferdinand Domela Nieuwenhuis eind 19e eeuw actief was en veel inspiratie voor zijn ideeën opdeed. Daarnaast heeft het Friese Woudenpad een variant tussen Dokkum en Holwerd: variant Holwerd. Deze variant sluit in Holwerd aan op het Friese Kustpad.
De route volgt zo veel mogelijk onverharde wegen en komt slechts door zeer kleine dorpjes. Dit impliceert overigens dat wandelaars die langere afstanden lopen er goed aan doen eten en drinken mee te nemen: men kan er niet op rekenen dat er in elk dorp een supermarkt of horecagelegenheid is.
Op diverse plekken is er aansluiting op openbaar vervoer: stations Steenwijk en Feanwâlden en bussen. Voor enkele busdiensten dient van tevoren gebeld te worden: dit is zogenaamd vraagafhankelijk vervoer. Campings en andere logiesmogelijkheden zijn in toereikende mate langs de route voorhanden.

### Etappes
| etappe | van                 | naar                | lengte (km) |
| ------ | ------------------- | ------------------- | ----------- |
| 1      | Lauwersoog          | Ee                  | 19          |
| 1a     | Holwerd             | Dokkum              | 15          |
| 2      | Ee                  | Broeksterwoude      | 16          |
| 3      | Broeksterwoude      | Oostermeer          | 20          |
| 4      | Oostermeer          | Drachtstercompagnie | 17          |
| 5      | Drachtstercompagnie | Beetsterzwaag       | 19          |
| 5b     | Ureterp             | Hoornsterzwaag      | 19          |
| 6      | Beetsterzwaag       | Hoornsterzwaag      | 15          |
| 7      | Hoornsterzwaag      | Boijl               | 15          |
| 8      | Boijl               | Wilhelminaoord      | 11          |
| 9      | Wilhelminaoord      | Steenwijk           | 16          |
| C1     | Kolonievaart        | De Hoeve            | 16          |
| C2     | De Hoeve            | Oldemarkt           | 20          |
| C3     | Oldemarkt           | Steenwijk           | 15          |

## Afbeeldingen

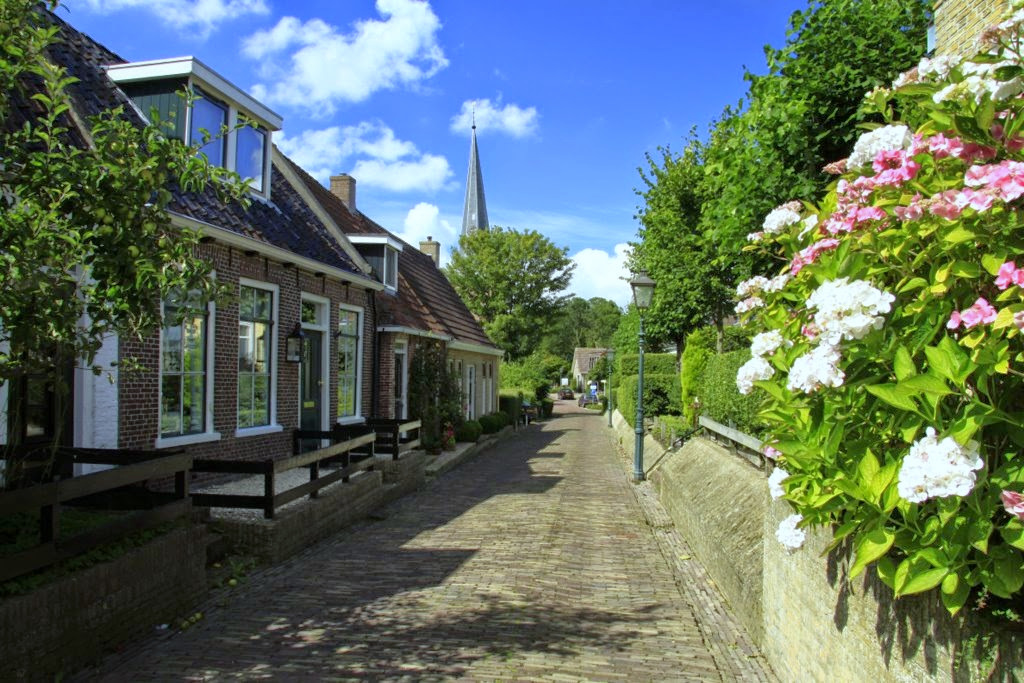
Holwerd
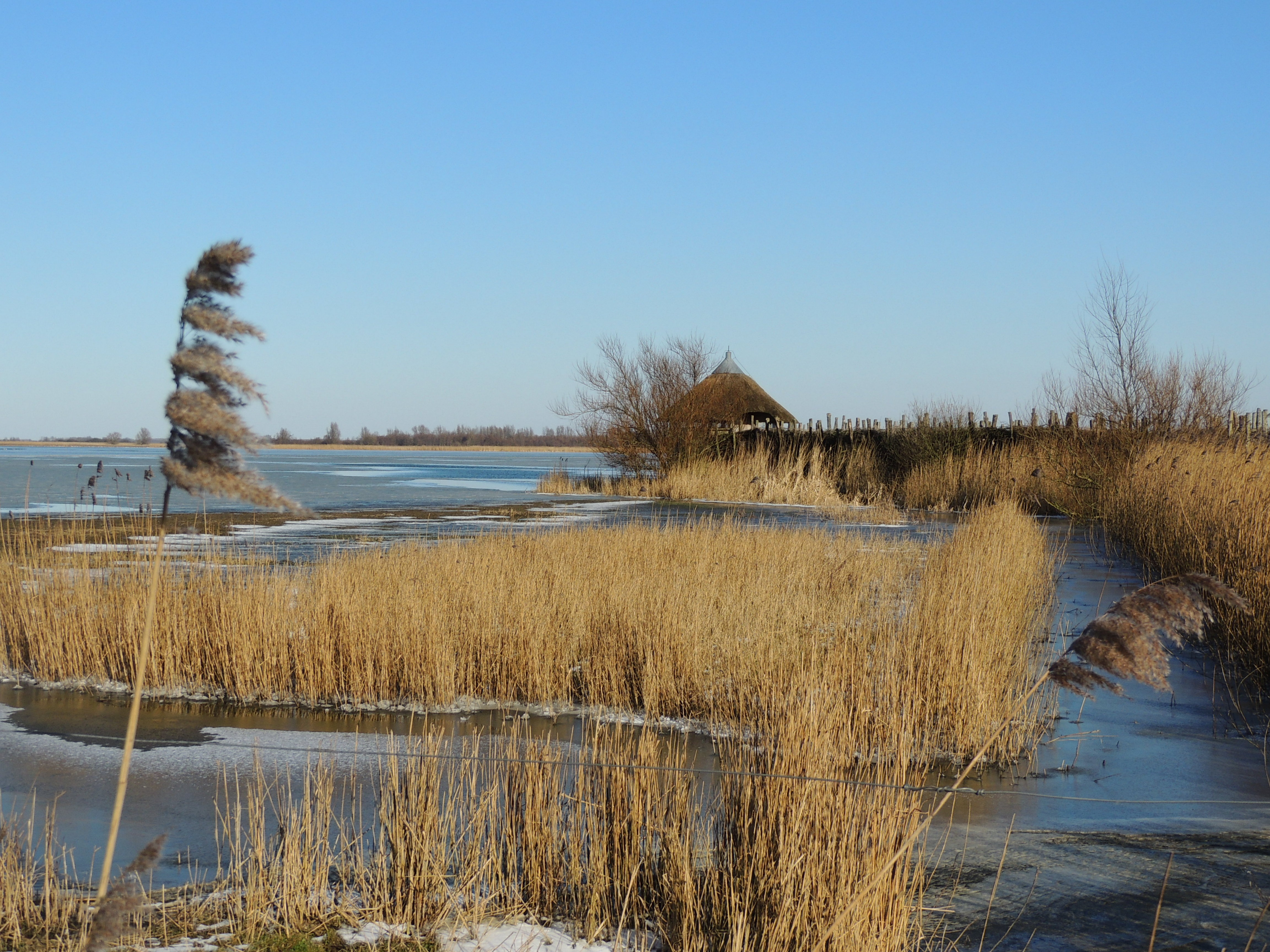
Ezumakeeg, vogelkijkhut
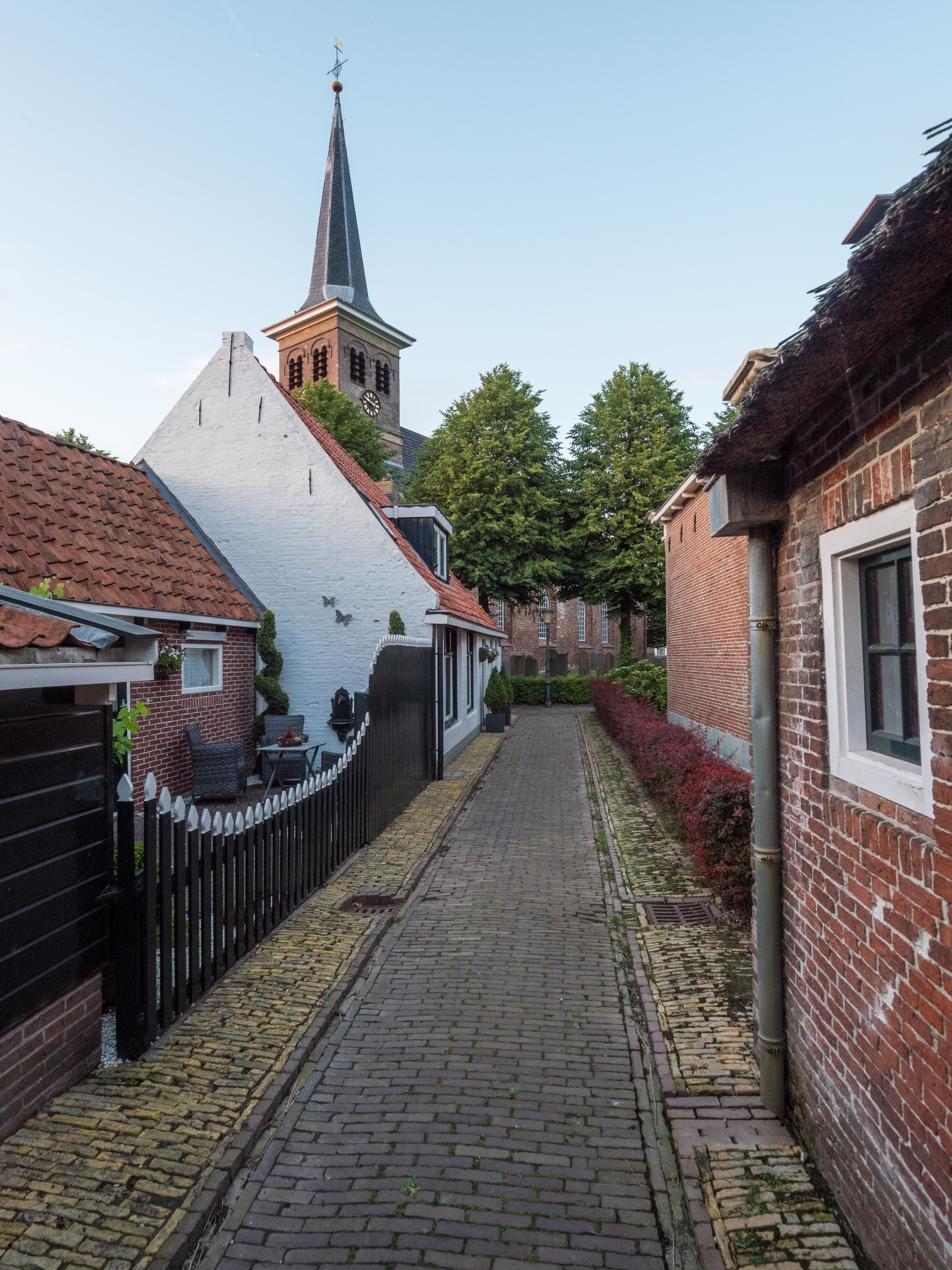
Ee, Keareweare
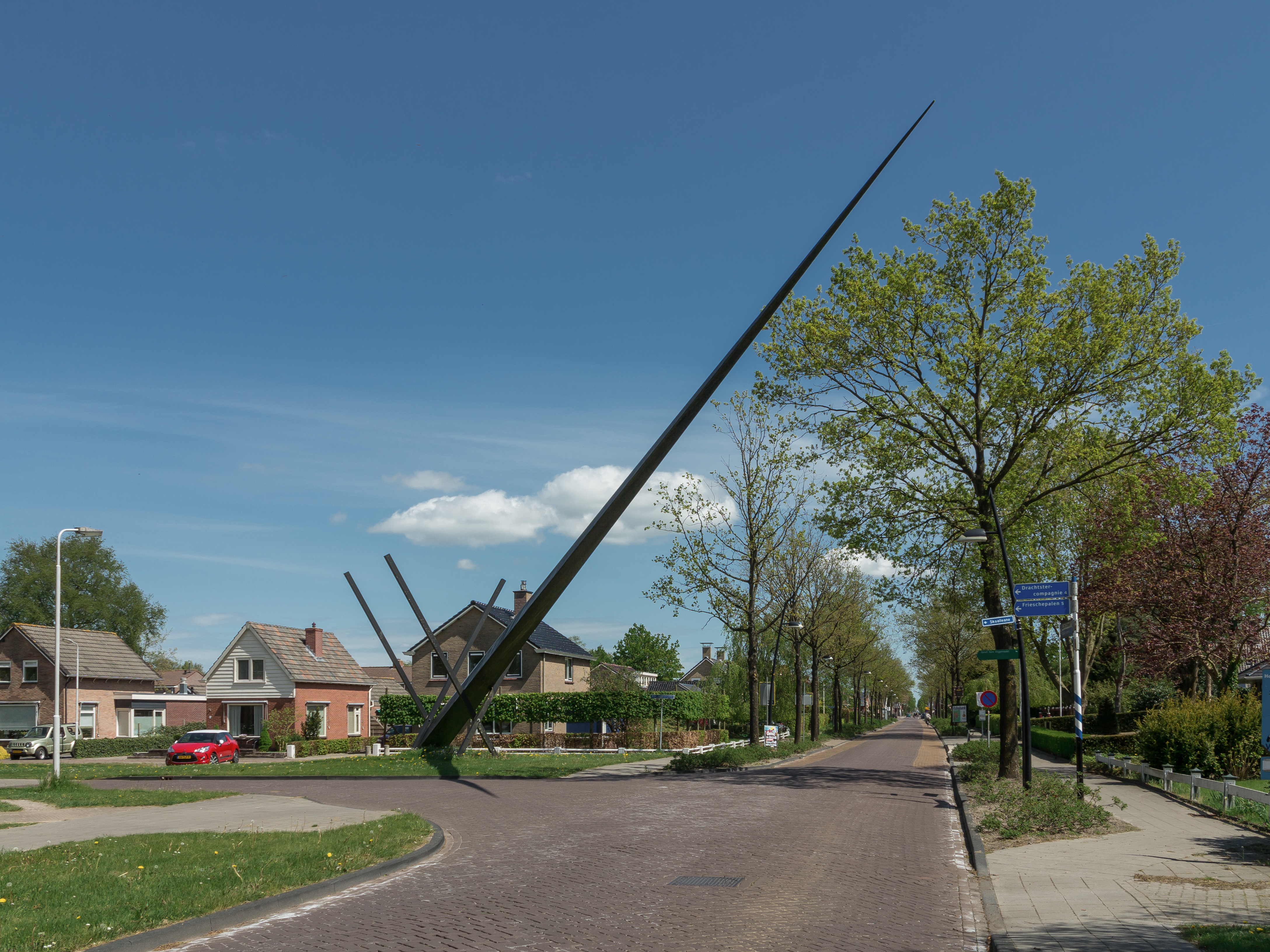
Ureterp
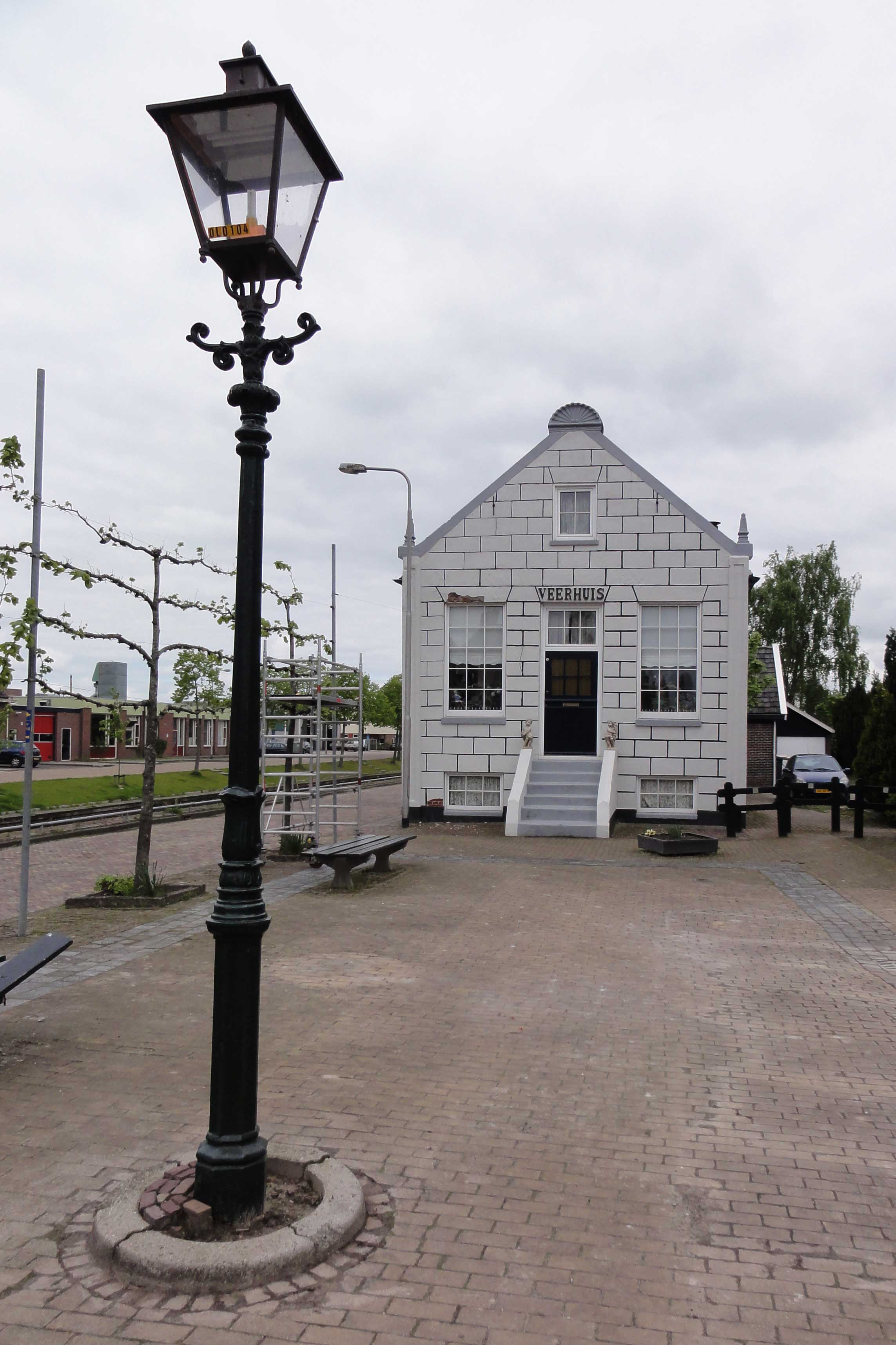
Oldemarkt, veerhuis
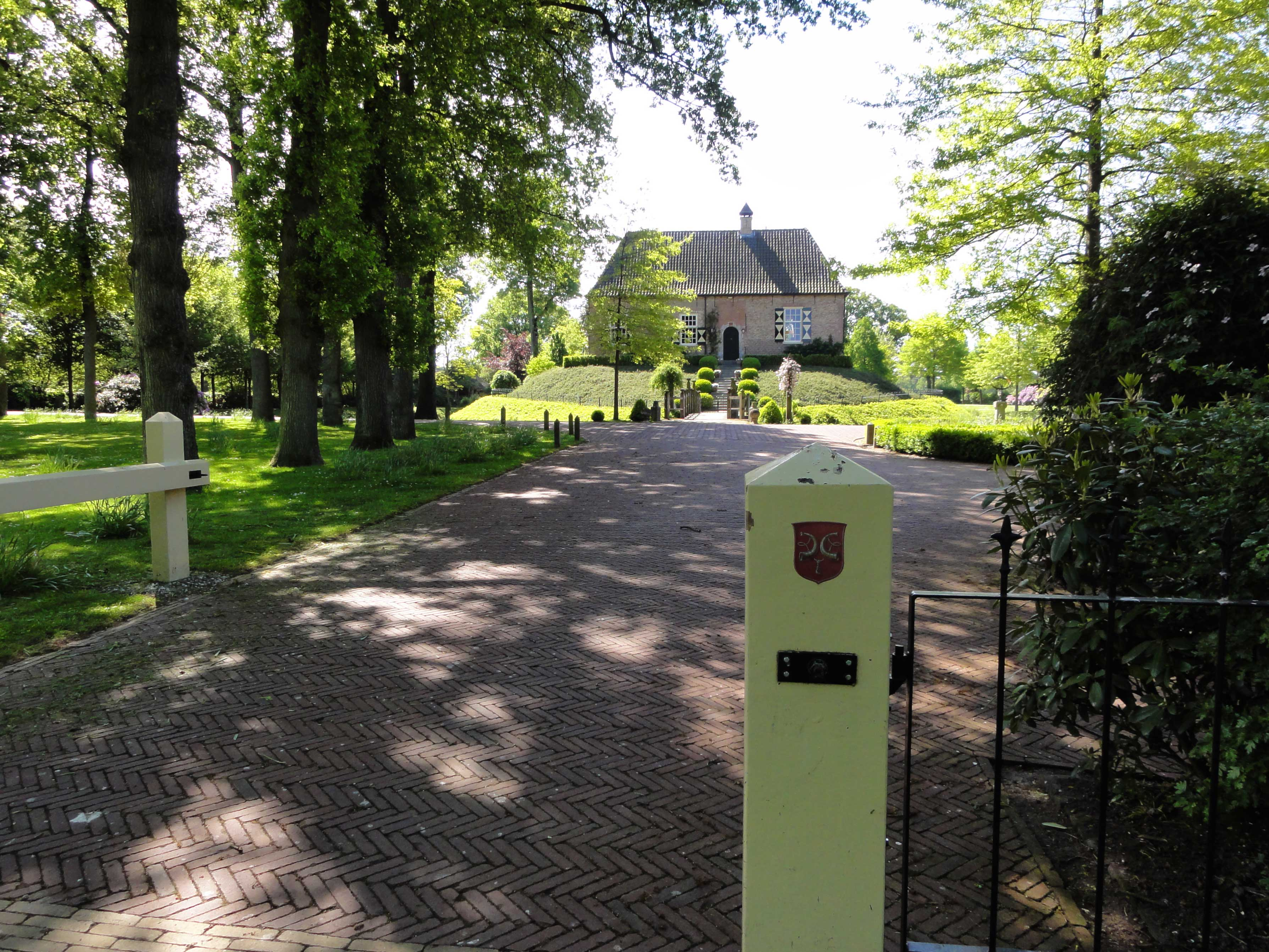
De Eese

1-1: Friese Woudenpad ·
1-2: Pionierspad ·
1-3: Floris V-pad ·
2: Trekvogelpad ·
3: Marskramerpad ·
4: Maarten van Rossumpad ·
5-1 t/m 5-3:Nederlands Kustpad ·
6: Grote Rivierenpad ·
7: Pelgrimspad ·
8: Zuiderzeepad ·
9: Pieterpad ·
10: Noaberpad ·
11: Grenslandpad ·
12: Overijssels Havezatenpad ·
13:Hertogenpad ·
14: Groot Frieslandpad ·
15: Westerborkpad ·
16: Romeinse Limespad ·
17: Waterliniepad